# Liga Nacional de Guatemala 1961-62
La Liga Nacional de Guatemala 1961/62 es el undécimo torneo de Liga de fútbol de Guatemala. El campeón del torneo fue el Xelajú MC, conquistando su primer título de liga. Este torneo es recordado por la polémica del "Gol o no fue gol", el cual mediante los medios impresos de aquella época se aclaró, por lo que el cuadro altense se convirtió en el primer equipo departamental en ganar la Liga.

## Formato
La primera fase del torneo era de 3 grupos de clasificación de ocho equipos, repartidos por regiones, con el formato de todos contra todos a dos vueltas, donde los cuatro primeros lugares de cada grupo, clasificaban a la fase final, conformado así la primera división de la Liga, mientras que los otros 12 no clasificados pelearían un torneo de ascenso, pasando a ser la segunda división de aquel entonces. La fase final también era de todos contra todos a dos vueltas. El ganador de esta fase se proclamaría campeón, en caso de empate por puntos se realizaría una serie extra de dos partidos a visita recíproca para determinar quien era el campeón.
El último lugar de la fase final, descendería a la categoría inmediata inferior (IRCA), mientras que del octavo al undécimo lugar jugarían una liguilla donde el último lugar de la misma descendería (Zacapa).
El sistema de punteo era que por partido ganado se otorgaban 2 puntos, por empate era un punto, por perder el partido no se otorgaban puntos. En caso de empate por puntos se realizaría una serie extra de dos partidos a visita recíproca para determinar quien era el campeón.
Esta temporada y su formato, además de incluir, prácticamente a todo el sistema de equipos de la república (24 equipos), definió al final la cantidad de equipos que disputarían la liga nacional en los próximos años; 12 equipos.
Los equipos que ascendieron al final de la temporada fueron el IGSS y el Deportivo Marquense para jugar el siguiente torneo.

## Equipos participantes
| Club                | Ciudad                | Departamento   |
| ------------------- | --------------------- | -------------- |
| Deportivo Amatitlán | Amatitlán             | Guatemala      |
| Antigua Guatemala   | Antigua Guatemala     | Sacatepéquez   |
| Aurora              | Ciudad de Guatemala   | Guatemala      |
| Aviateca            | Ciudad de Guatemala   | Guatemala      |
| CEMACO              | Ciudad de Guatemala   | Guatemala      |
| Chichicaste         | Ciudad de Guatemala   | Guatemala      |
| Cobán Imperial      | Cobán                 | Alta Verapaz   |
| Comunicaciones      | Ciudad de Guatemala   | Guatemala      |
| Escuintla           | Escuintla             | Escuintla      |
| Gallo               | Ciudad de Guatemala   | Guatemala      |
| Huehuetenango       | Huehuetenango         | Huehuetenango  |
| IGSS                | Ciudad de Guatemala   | Guatemala      |
| IRCA                | Ciudad de Guatemala   | Guatemala      |
| Juventud Retalteca  | Retalhuleu            | Retalhuleu     |
| Marquense           | San Marcos            | San Marcos     |
| Municipal           | Ciudad de Guatemala   | Guatemala      |
| Quiché              | Santa Cruz del Quiché | El Quiché      |
| Rosario             | Quetzaltenango        | Quetzaltenango |
| Sacachispas         | Chiquimula            | Chiquimula     |
| Suchitepéquez       | Mazatenango           | Suchitepéquez  |
| Tipografía Nacional | Ciudad de Guatemala   | Guatemala      |
| Universidad         | Ciudad de Guatemala   | Guatemala      |
| Xelajú MC           | Quetzaltenango        | Quetzaltenango |
| Zacapa              | Zacapa                | Zacapa         |

### Equipos por Departamento
| Departamento                                      | N.º | Equipos |
| ------------------------------------------------- | --- | --- |
| Alta Verapaz                                      | 1   | Cobán Imperial |
| Chiquimula                                        | 1   | Sacachispas |
| El Progreso                                       | 1   | Sanarate |
| El Quiché                                         | 1   | Quiché FC |
| Escuintla                                         | 1   | Deportivo Escuintla |
| Guatemala                                         | 12  | Deportivo Amatitlán, Aurora, Aviateca, CEMACO, Chichicaste, Comunicaciones, Gallo, IGSS, IRCA, Municipal, Tipografía Nacional, Universidad. |
| Huehuetenango                                     | 1   | Huehuetenango |
| Quetzaltenango                                    | 2   | Rosario FC, Xelajú MC. |
| Archivo:Coat of arms of Retalhuleu.gif Retalhuleu | 1   | Juventud Retalteca |
| Sacatepéquez                                      | 1   | Antigua GFC |
| San Marcos                                        | 1   | Marquense |
| Suchitepéquez                                     | 1   | Suchitepéquez |
| Zacapa                                            | 1   | Zacapa |

## Primera fase

### Grupo 1
|  | Pos. | Equipos        | PJ | PG | PE | PP | GF | GC | Dif. | PTS | Clasificación |
|  | ---- | -------------- | -- | -- | -- | -- | -- | -- | ---- | --- | ------------- |
|  | 1º   | Comunicaciones | 14 | 11 | 0  | 3  | 42 | 12 | +30  | 22  | Fase final    |
|  | 2º   | Aurora         | 14 | 9  | 4  | 1  | 34 | 15 | +19  | 22  | Fase final    |
|  | 3º   | Sacachispas    | 14 | 7  | 1  | 6  | 28 | 31 | -3   | 15  | Fase final    |
|  | 4º   | IRCA           | 14 | 7  | 0  | 7  | 29 | 23 | +6   | 14  | Fase final    |
|  | 5º   | Cobán Imperial | 14 | 6  | 1  | 7  | 25 | 31 | -6   | 13  |               |
|  | 6º   | Gallo          | 14 | 5  | 2  | 7  | 25 | 25 | 0    | 12  |               |
|  | 7°   | Chichicaste    | 14 | 5  | 1  | 8  | 16 | 30 | -14  | 11  |               |
|  | 8º   | Aviateca       | 14 | 1  | 1  | 12 | 16 | 48 | -32  | 3   |               |
|  |      |                |    |    |    |    |    |    |      |     |               |

### Grupo 2
|  | Pos. | Equipos            | PJ | PG | PE | PP | GF | GC | Dif. | PTS | Clasificación |
|  | ---- | ------------------ | -- | -- | -- | -- | -- | -- | ---- | --- | ------------- |
|  | 1º   | Zacapa             | 14 | 7  | 6  | 1  | 24 | 12 | +12  | 20  | Fase final    |
|  | 2º   | Universidad SC     | 14 | 7  | 5  | 2  | 45 | 18 | +27  | 19  | Fase final    |
|  | 3º   | Escuintla          | 14 | 7  | 5  | 2  | 36 | 20 | +16  | 19  | Fase final    |
|  | 4º   | Municipal          | 14 | 7  | 4  | 3  | 43 | 22 | +21  | 18  | Fase final    |
|  | 5º   | Amatitlán          | 14 | 6  | 2  | 6  | 32 | 34 | -2   | 14  |               |
|  | 6º   | Juventud Retalteca | 14 | 5  | 1  | 8  | 36 | 54 | -18  | 11  |               |
|  | 7°   | Suchitepéquez      | 14 | 4  | 2  | 8  | 26 | 36 | -10  | 10  |               |
|  | 8º   | CEMACO             | 14 | 0  | 1  | 13 | 18 | 64 | -46  | 1   |               |
|  |      |                    |    |    |    |    |    |    |      |     |               |

### Grupo 3
|  | Pos. | Equipos             | PJ | PG | PE | PP | GF | GC | Dif. | PTS | Clasificación |
|  | ---- | ------------------- | -- | -- | -- | -- | -- | -- | ---- | --- | ------------- |
|  | 1º   | Antigua Guatemala   | 14 | 8  | 4  | 2  | 27 | 15 | +12  | 20  | Fase final    |
|  | 2º   | Tipografía Nacional | 14 | 8  | 3  | 3  | 24 | 12 | +12  | 19  | Fase final    |
|  | 3º   | Xelajú MC           | 14 | 8  | 2  | 4  | 32 | 20 | +12  | 18  | Fase final    |
|  | 4º   | Marquense           | 14 | 7  | 3  | 4  | 25 | 19 | +6   | 17  | Fase final    |
|  | 5º   | Rosario             | 14 | 4  | 4  | 6  | 17 | 24 | -7   | 12  |               |
|  | 6º   | IGSS                | 14 | 5  | 2  | 7  | 22 | 29 | -7   | 12  |               |
|  | 7°   | Quiché              | 14 | 2  | 4  | 8  | 21 | 34 | -13  | 8   |               |
|  | 8º   | Huehuetenango       | 14 | 2  | 2  | 10 | 16 | 31 | -15  | 6   |               |
|  |      |                     |    |    |    |    |    |    |      |     |               |

## Fase Final
|  | Pos. | Equipos                   | PJ | PG | PE | PP | GF | GC | Dif. | PTS | Clasificación                         |
|  | ---- | ------------------------- | -- | -- | -- | -- | -- | -- | ---- | --- | ------------------------------------- |
|  | 1º   | Xelajú MC                 | 22 | 13 | 5  | 4  | 50 | 32 | +18  | 31  | Copa de Campeones de la Concacaf 1963 |
|  | 2º   | Comunicaciones            | 22 | 13 | 3  | 6  | 38 | 26 | +12  | 29  |                                       |
|  | 3º   | Municipal                 | 22 | 10 | 6  | 6  | 50 | 28 | +22  | 26  |                                       |
|  | 4º   | Sacachispas               | 22 | 10 | 5  | 7  | 48 | 35 | +13  | 25  |                                       |
|  | 5º   | Aurora                    | 22 | 10 | 3  | 9  | 39 | 33 | +6   | 23  |                                       |
|  | 6º   | Tipografía Nacional       | 22 | 8  | 6  | 8  | 42 | 43 | -1   | 22  |                                       |
|  | 7º   | IRCA                      | 22 | 7  | 6  | 9  | 21 | 28 | -7   | 20  |                                       |
|  | 8º   | Universidad de San Carlos | 22 | 6  | 7  | 9  | 33 | 39 | -6   | 19  | Liguilla de descenso                  |
|  | 9°   | Escuintla                 | 22 | 8  | 3  | 11 | 40 | 47 | -7   | 19  | Liguilla de descenso                  |
|  | 10º  | Antigua Guatemala         | 22 | 7  | 5  | 10 | 39 | 49 | -10  | 19  | Liguilla de descenso                  |
|  | 11°  | Zacapa                    | 22 | 7  | 5  | 10 | 34 | 48 | -14  | 19  | Liguilla de descenso                  |
|  | 12°  | Amatitlán                 | 22 | 4  | 4  | 14 | 13 | 39 | -26  | 12  | Descendido                            |
|  |      |                           |    |    |    |    |    |    |      |     |                                       |

## Último partido del torneo
| 18 de noviembre de 1962   | Comunicaciones       | 2:3 (1:3) | Xelajú MC | Estadio Mateo Flores, Ciudad de Guatemala                 |                                                           |
|                           | Contreras · Espinoza |           | Chávez    | Asistencia: 42,272 espectadores Árbitro(s): Ramón Azmitia | Asistencia: 42,272 espectadores Árbitro(s): Ramón Azmitia |
| Último partido del torneo |                      |           |           |                                                           |                                                           |

## Campeón
| Campeón Temporada 1961-62 |
| Xelajú MC 1º Título       |
| ------------------------- |

## Liguilla para no descender
|  | Pos. | Equipos                   | PJ | PG | PE | PP | GF | GC | Dif. | PTS | Clasificación |
|  | ---- | ------------------------- | -- | -- | -- | -- | -- | -- | ---- | --- | ------------- |
|  | 1º   | Universidad de San Carlos | 6  | 3  | 2  | 1  | 13 | 7  | +6   | 8   |               |
|  | 2º   | Escuintla                 | 6  | 1  | 4  | 1  | 9  | 10 | -1   | 6   |               |
|  | 3º   | Antigua Guatemala         | 6  | 2  | 1  | 3  | 7  | 9  | -2   | 5   |               |
|  | 4º   | Zacapa                    | 6  | 1  | 3  | 2  | 6  | 9  | -3   | 5   | Descendido    |
|  |      |                           |    |    |    |    |    |    |      |     |               |